# Història de la novel·la detectivesca
La narrativa (novel·la i conte) és, i ha estat des de l'origen, el camp principal d'expressió del gènere detectivesc. Aquest article ofereix una panoràmica històrica del desenvolupament del gènere detectivesc en la narrativa internacional.

## Precursors i naixença

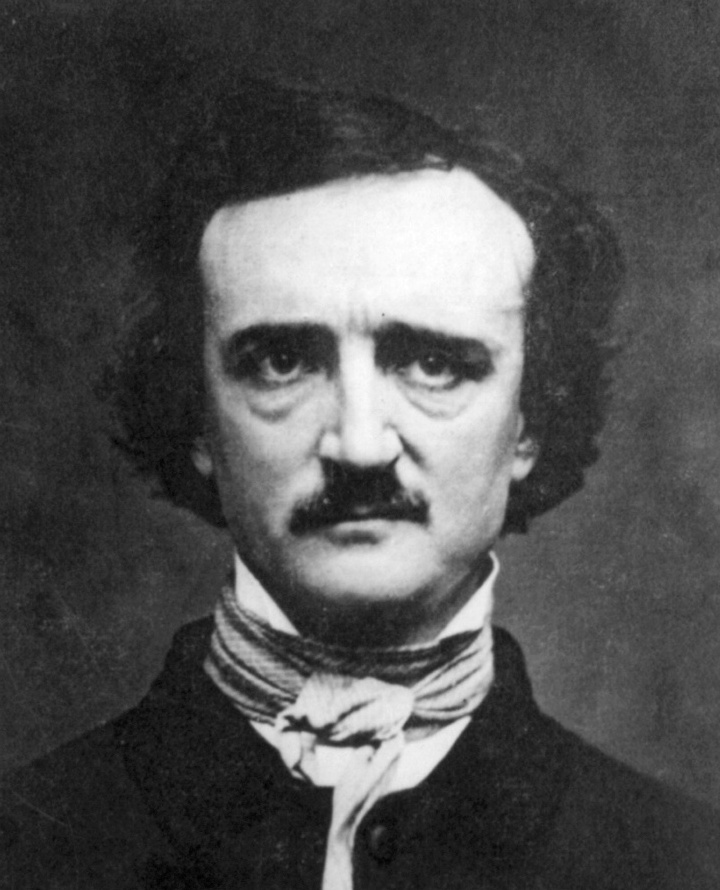
Edgar Allan Poe

En la prehistòria immediata de la novel·la detectivesca hi ha les memòries (1828-1829) de l'exprefecte de policia de París Eugène-François Vidocq, autèntic èxit de llibreria. Però el fundador indiscutible del gènere és Edgar Allan Poe (1809-1849), que crea els grans trets de la novel·la-enigma amb les tres narracions protagonitzades pel detectiu aficionat Auguste Dupin: Els crims del carrer de la Morgue (1841), L'assassinat de Marie Roget (1842) i La lletra robada (1842-1843).

## Procés formatiu i Holmes
De Poe procedeix l'obra de Gaston Leroux (1868-1927, El misteri de la cambra groga, 1909). Tangencialment, Wilkie Collins fa aportacions rellevants al gènere amb una novel·la de misteri, La pedra lunar  (1868). Però qui cristal·litzarà les característiques definitòries de la novel·la-enigma fins a dur-la a la maduresa serà Arthur Conan Doyle (1859-1930) amb el seu Sherlock Holmes (1887-1927), tal vegada el personatge de ficció més cèlebre de la literatura mundial, sempre acompanyat del fidel doctor Watson. Bé que les aventures de Holmes s'engeguen en format de novel·la (Estudi en escarlata, 1887), Doyle hi trobarà el vehicle ideal d'expressió en la narració curta, posteriorment agrupada en reculls (el primer dels quals fou Les aventures de Sherlock Holmes, 1892); emperò, la seva obra mestra és precisament una novel·la: El gos dels Baskerville (1902). De la popularitat immensa atesa per Holmes, només cal dir que es tracta de la primera ocasió en la història universal de la literatura en què un autor es veurà materialment obligat a ressuscitar el seu personatge (El retorn de Sherlock Holmes, 1905) per pressió del públic lector (i dels interessos editorials). Efectes col·laterals de l'èxit extraordinari de Sherlock Holmes seran la generació de múltiples imitacions i d'una sèrie interminable de pastitxos (l'elaboració dels quals continua encara) i, sobretot, la definitiva introducció del gènere en multitud de literatures, tant en traduccions com en forma d'estímul a la producció pròpia. L'escola sueca, per exemple, serà notable.

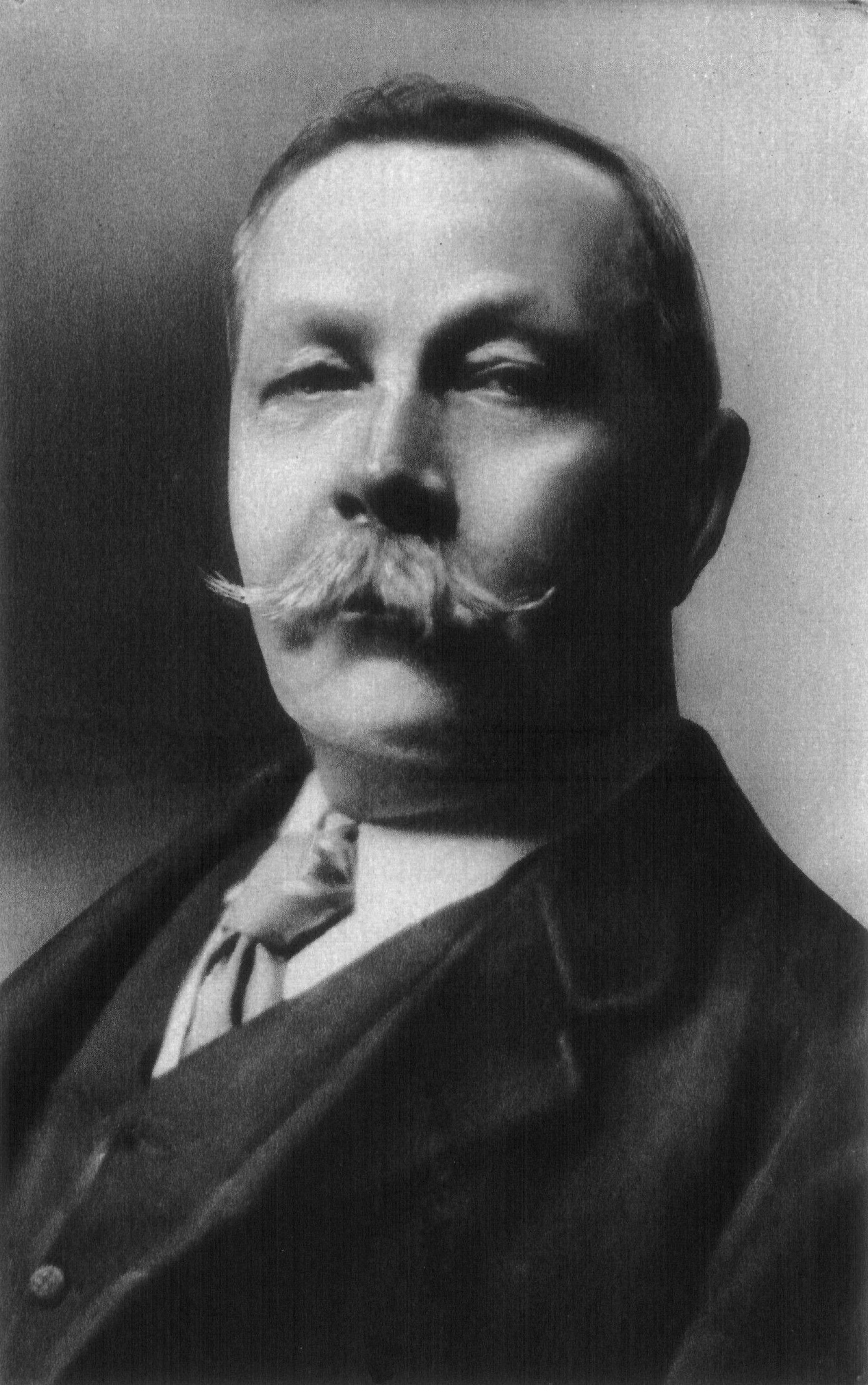
Arthur Conan Doyle

Durant moltes dècades, la novel·la-enigma constituirà la forma predominant de novel·la detectivesca. Alhora, però, se'n desenvolupaven altres línies. Així, el 1886 apareix als EUA, amb el personatge de Nick Carter, un precedent llunyà del detectiu "dur" de la novel·la negra. El britànic Arthur Morrison acabà de dibuixar en Martin Hewitt (1894) el model del detectiu privat professional. Apareix el prototip del lladre de guant blanc amb el Raffles (1893) de E. W. Hornung i l'Arsène Lupin (1905) de Maurice Leblanc. Altres aportacions coetànies desemboquen, de fet, en la novel·la de misteri (com el Fantômas de Marcel Allain i Pierre Souvestre, 1911), en la novel·la d'acció orientada al misteri (com Els trenta-nou esglaons de John Buchan, de 1915, o la ingent producció de E. Phillips Oppenheim i d'Edgar Wallace), o en la novel·la de terror (com Mary Roberts Rinehart amb L'escala circular, 1907, també traduïble com L'escala de caragol).
Émile Gaboriau (1832-1873), tot partint de la tradició francesa (Balzac, Hugo, Féval), funda la novel·la policíaca (L'afer Lerouge, 1863), encara amb elements fulletonescos; influirà el jove Arthur Conan Doyle. Anna Katherine Green (1846-1935) implanta el subgènere als EUA (El cas Leavenworth, 1878). Al Regne Unit, es desenvolupa la fèrtil escola realista de R. Austin Freeman (1862-1943, L'ull d'Osiris, 1911) i Freeman Wills Crofts (1879-1957, El barril, 1920); Francis Iles (pseudònim d'Anthony Berkeley, 1893-1971) la dota de densitat psicològica (La capsa de bombons emmetzinats, 1929, alternativament traduïble com El cas dels bombons emmetzinats). Pierre Véry (1900-1960) exemplifica l'escola populista francesa (Goupi mans roges, 1937). Ja en els anys cinquanta, el nord-americà Ed McBain (pseudònim d'Evan Hunter, 1926-2005) n'estableix el model definitiu, realista i no exempt de cruesa. En aquest subgènere, destaca l'obra excepcional del francobelga Georges Simenon (1903-1989), creador del comissari Maigret (1931) i autor de més d'un centenar de títols d'èxit internacional sostingut, alhora que d'una qualitat literària indiscutible.

## L'edat d'or

Agatha Christie

Amb precedents com E. C. Bentley (1875-1956, L'últim cas de Trent, 1913), l'edat d'or de la novel·la-enigma s'estén entre 1920 i 1939, aproximadament (el terme edat d'or fou encunyat per Howard Haycraft en la història clàssica del gènere, Murder for pleasure, 1944). És l'època dominada per les millors obres d'autors principalment britànics, com Dorothy L. Sayers (1893-1957), Margery Allingham (1904-1966), Ngaio Marsh (neozelandesa, 1895-1982), A. A. Milne (1882-1956), La casa roja, (1922), Nicholas Blake (pseudònim de Cecil Day-Lewis, 1904-1972, La bèstia ha de morir, 1938), Michael Innes (pseudònim de J. I. M. Stewart, 1906-1994, Hamlet, venjança!, 1937) i, sobretot, Agatha Christie (1890-1976), creadora dels populars detectius Hercule Poirot (1920) i Miss Marple (1927) i autora d'èxit universal persistent; és la signatura més traduïda de la literatura anglosaxona, contínuament reeditada en multitud de llengües. Entre les obres mestres de Christie, és imprescindible citar L'assassinat de Roger Ackroyd (1926), Assassinat a la rectoria (1930), Assassinat a l'Orient Express (1934), Mort als núvols (1935), Mort al Nil (1937), Deu negrets (1939), Cinc porquets (1943), Teló (1975) i Assassinat adormit (1976). En la mateixa línia, escriuen els estatunidencs S. S. Van Dine (1888-1939, aventures de Philo Vance des del 1926) i John Dickson Carr (1906-1977), àlies Carter Dickson, el mestre del "misteri de cambra closa" (locked room mystery), amb obres cabdals com Els tres taüts (1935, també coneguda com a L'home buidat), La cambra ardent (1937), Aquell que xiuxiueja (1946). Rex Stout (1886-1975) cerca un estil amb més de "regust americà" amb el seu Nero Wolfe (des del 1934). Més pintoresc, però força entranyable, és el tòpic detectiu xinès trasplantat als EUA Charlie Chan (1925-1932), d'Earl Derr Biggers (1884-1933). A cavall entre la novel·la-enigma i la novel·la policíaca, hi ha les històries d'Ellery Queen, signades amb el mateix nom del personatge, pseudònim conjunt dels cosins Frederic Dannay (1905-1972) i Manfred B. Lee (1905-1982); destaquem-ne El misteri del taüt grec (1932), El misteri de la creu egípcia (1932) i la tardana Cara a cara (1967). Convé constatar que el pas del temps no ha fet sinó confirmar el concepte dels tres grans aplicat sovint a Christie, Carr i Queen. També té positiu interès el cicle de puzzles (aventures de Peter i Iris Duluth, 1936-1947) de Patrick Quentin (Richard W. Webb i Hugh C. Wheeler), que (simptomàticament?) comença en la millor ortodòxia de la novel·la-enigma i, passant pel suspens hitchcockià, acaba en un model negre de ressonància prou amarga. A partir de la novel·la-enigma, Erle Stanley Gardner (1889-1970) posa les bases del drama judicial amb el seu advocat Perry Mason (des del 1933).

## La novel·la negra
Mentrestant, als EUA, les menyspreades revistes populars (pulps) com Black Mask generen la forma clàssica de la novel·la negra, testimoni d'una societat tensa i alienadora, ofert amb els ulls desencantats del ciutadà del carrer. El primer autor del subgènere és el rudimentari Carroll John Daly (des del 1923). Però de seguida sorgeixen els mestres fundadors, Dashiell Hammett (1894-1961, Collita roja, de 1929, El falcó maltès, de 1930) i Raymond Chandler (1888-1959, La gran dormida, de 1933, El llarg adéu, de 1953), seguits de James M. Cain (1892-1977, El carter sempre truca dues vegades, 1934), Horace McCoy (1897-1955, Oi que maten els cavalls?, 1935), etc. El nou subgènere es desenvolupa coetàniament al Regne Unit amb Peter Cheyney (1896-1951), James Hadley Chase (1906-1985) i Leslie Charteris (1907-1993). En aquest context, el nord-americà W. R. Burnett (1899-1982) funda la novel·la de gàngsters (El petit Cèsar, 1929).
El model clàssic de novel·la-enigma cau en descrèdit pels volts del 1945 (si bé alguns autors clàssics del subgènere continuaran conreant-lo). Raymond Chandler n'escriurà el cèlebre epitafi (El simple art de l'assassinat, 1944): "Hammett arrencà l'assassinat del gerro venecià i el diposità al carreró (...). Hammett retornà l'assassinat a la mena de gent que el comet per algun motiu, no pas per a fornir un cadàver; i que el comet amb els mitjans que té a l'abast, no pas amb pistoles cisellades, curare i verins tropicals. Retratà aquesta gent tal com són, i la feu parlar i pensar amb el llenguatge que empren per a aquest fi." L'acusació era prou justa. Massa coses havien canviat irremissiblement, i el món -el món de la creació literària, almenys- s'havia emancipat de la cosmovisió conservadora pròpia d'aquella elit britànica d'avantguerra que havia forjat aqueix crim artificiós reduït a pretext per a l'especulació intel·lectual en un marc aristocràtic. De fet, avui continuen produint-se multitud de novel·les que podríem afiliar a la tradició clàssica de la novel·la-enigma, però ja en un model profundament transformat per una certa pèrdua de la innocència: menor èmfasi en el component enigmàtic en si, juntament amb simplificació de la trama (difícilment tan complexa i tan ben travada com en l'edat d'or); equilibrant-lo, major aprofundiment en el retrat psicològic dels personatges i paper rellevant del marc social i les seves implicacions (en seria un exemple destacat l'obra de P. D. James, tan fosca o més que qualsevol clàssic negre). Quant al model clàssic, avui només s'escriuen novel·les-enigma esporàdicament, i, llavors, ja en clau paròdica (o bé amb ambientació històrica, sovint remota). Emperò, els clàssics del subgènere (amb Christie al capdavant) conserven una immensa popularitat entre el públic lector, segurament perquè es tracta d'una lectura grata, absorbent i ideal per a l'escapisme (potser ara més que llavors, afegint-hi l'encant d'època).

## De la segona postguerra mundial a l'actualitat
En la segona postguerra mundial, la novel·la negra desembarca triomfalment en una Europa devastada; com a símptoma, el mateix 1945 neix la mítica col·lecció Série noire. Des de llavors, la línia predominant de la novel·la detectivesca parteix de la novel·la negra, de la novel·la policíaca o de la combinació de totes dues (com exemplifica el néo-polar francòfon), o bé d'aqueixa novel·la-enigma profundament transformada en línia anàloga, tot plegat amb una complexitat i varietat creixents, i amb fronteres difuses envers una novel·la d'acció en desenvolupament expansiu. Autors destacats de la segona meitat del segle XX són, entre molts d'altres, els anglosaxons Jim Thompson, Ross Macdonald, Ed McBain (ja citat), Chester Himes, Mickey Spillane (creador de Mike Hammer), Julian Symons, Ira Levin, William Irish, Patricia Highsmith, P. D. James, Nicolas Freeling, Ruth Rendell/Barbara Vine, Anne Perry i Donna Leon; els francòfons Boileau-Narcejac (pseudònim conjunt de Pierre Boileau i Pierre Ayraud, dit Thomas Narcejac), Sébastien Japrisot, José Giovanni, Frédéric Dard, Jean-Patrick Manchette i Didier Daennickx; els italians Leonardo Sciascia, Giorgio Scerbanenco i Andrea Camilleri; el grec Petros Márkaris; el neerlandès Robert van Gulik; l'alemany Hans-Jörg Martin; entre els suecs, el duo compost per Maj Sjöwall i Per Wahlöö, així com, més endavant, el malaguanyat Stieg Larsson; l'espanyol Manuel Vázquez Montalbán, etc.
En les darreres dècades, una sèrie de corrents preexistents ha pres prou d'embranzida. Un de destacat és la novel·la detectivesca d'ambientació històrica: amb pioners de gruix com tot un John Dickson Carr (i una Agatha Christie), té tal vegada el punt d'inflexió en Robert van Gulik (recreació de la Xina del segle VII sota el guiatge d'un sinòleg expert), i avui toca abundosament tota mena de períodes, sense oblidar la Roma imperial; destaquem-hi el cicle de Bruce Alexander (1932-2003) sobre el tàndem sir John Fielding-Jeremy Proctor, novel·les ambientades al Londres setcentista i plenes d'encant i d'humanisme, les quals algú ha definit, prou encertadament, com a "maridatge de Conan Doyle i Dickens"; i, així mateix, els dos cicles novel·lístics en què la citada Anne Perry recrea l'Anglaterra victoriana, amb la seva opulència i la seva sordidesa. Un altre corrent en expansió és l'anomenada novel·la ètnica (com si la novel·la estatunidenca no fos ètnicament estatunidenca), ambientada en cultures no euròpides la lògica interna de les quals té un paper essencial en la trama: a banda de l'iniciador, Arthur Upfield (1888-1964), amb el detectiu australià (indígena) Napoleon Bonaparte, hi treballen, entre d'altres, James Melville (1931), al Japó, Tony Hillerman (1925), amb els diné (navajos), H. R. F. Keating (1926), a l'Indostan, etc. Finalment, n'hi ha els inclassificables: així, les novel·les de Lilian Jackson Braun (1913), que tenen un parell de gats com a detectius protagonistes.

## Font
- El Talp Arxivat 2009-10-17 a Wayback Machine.